# 殷不害
殷不害（505年—589年），字长卿，陈郡长平人。南北朝时期官员。

## 生平

### 早期
祖父殷汪，一作殷任，南朝齐豫章王行参军。父殷高明，南朝梁尚书中兵郎。殷不害性至孝，守父丧时哀痛过礼，因此年少知名。家世俭约，住所很贫穷。有弟五人，皆幼弱。殷不害擅长书画，侍奉老母，抚养小弟，勤劳无所不至，士大夫称他笃行（行为淳厚、纯正踏实）。

### 效力南梁
十七岁出仕南朝梁为廷尉平（廷尉的属官），长于政事，又以儒术修饰，发现法律轻重失当的就上书，多被采纳。大同五年（539年），迁皇子湘东王萧绎镇西将军府记室参军，不久以本官兼东宫通事舍人。时朝政多委东宫太子萧纲，殷不害与舍人庾肩吾在值班日奏事，梁武帝曾对庾肩吾说：“卿是文学之士，吏事非卿所长，何不让殷不害来呢？”其被武帝所知如此。萧纲因殷不害善事亲，赐殷母蔡氏季节齐全的锦裙襦毡席被褥。七年（541年），除授东宫步兵校尉。太清初，迁皇侄临贺王萧正德平北将军府谘议参军，舍人如故。
侯景之乱期间，殷不害随萧纲入台城。太清三年（549年）三月台城陷落时，萧纲在中书省，侯景带甲率兵入朝见驾，路过拜见萧纲，侯景部下士卒都是羌人、胡人，冲突左右，甚不逊，侍卫者都惊恐躲避，只有不害与中庶子徐摛侍奉萧纲身侧不动。武帝死后，侯景立萧纲为梁简文帝，幽禁了他，防卫很严，简文帝遣人请殷不害与自己同住相处，侯景答应了，殷不害侍奉萧纲愈发谨慎。侯景只允许殷不害和文弱的简文帝堂弟卫尉卿武林侯萧谘、仆射王克出入简文帝卧室，简文帝也只和他们讲谈论议而已。大宝元年（550年）十一月，简文帝侄南康王萧会理因谋杀侯景被告发而被杀后，王克、殷不害惧祸，稍稍疏远了简文帝，只有萧谘不离开简文帝，不时朝请，侯景怀疑简文帝知道萧会理的图谋，派人刺杀萧谘。简文帝自知不能久，后来殷不害又得以入内，简文帝指所居宫殿对殷不害说：“庞涓当死此下。”二年（551年）二月，侯景加殷不害为侍中，也加王克等人以尊位以从人望，但不担任心腹重任。八月，侯景废简文帝为晋安王，幽禁于永福省。十月，简文帝梦到吞土，很不快，告诉殷不害让他试着解梦。殷不害说晋文公重耳流亡在外时得到当地人所送的土块，后来回到晋国，此梦当是此兆。简文帝希望此言不虚，但不久就被侯景派人用土袋压死。

### 丧母流寓
萧绎登基为梁元帝，以殷不害为中书郎，兼廷尉卿。曾校对《秘阁旧事》子部。承圣二年（553年）十一月，西魏攻陷江陵，殷不害正在其他地方督战，与母亲失去联络。当时天寒下雪，冻死者填满沟壑。殷不害一边走一边哭着寻母，其声不歇；遇见死人沟，就跳下去捧起尸体察看，全身冻僵，不吃不喝七天才找到母亲的尸体，凭尸而哭，每哭出高声就气绝，路人都为他而哭。他就暂时在江陵殡葬母亲，与王褒、庾信、王克、刘毂、宗懔及尚书右丞沈烱等数十人一起入西魏都城长安，西魏权臣太师宇文泰大喜，厚待他们，加王褒、王克、殷不害等车骑大将军、仪同三司，王褒等也感其恩，忘了自己是客居北方。殷不害因丧母，从此吃蔬菜、穿布衣，形容枯槁、形销骨立，见到的没有不为他哀伤的。后来西魏被北周取代。保定元年（561年）四月，周武帝派时任治御正的殷不害出使南朝陈。

### 羁旅归国
建德四年（575年），因陈、周通好，南北流寓者各自获准回故国。陈朝请求王褒、庾信等十数人南返，周武帝只放还王克、殷不害等。诏除授殷不害司农卿，迁光禄大夫。太建八年（576年），加明威将军、晋陵太守。在郡染病，诏以光禄大夫征还养病。陈后主即位，加给事中。殷不害南归时，北周留下其长子殷僧首，殷僧首就住在关中。祯明三年（589年），隋朝灭陈，殷僧首来迎父亲，殷不害在路上去世。

## 家族

### 兄弟姐妹
- 殷不疑，早亡。
- 殷不占，早亡。
- 殷不齐，早亡。
- 殷不佞。[1][2]

### 子女
- 殷僧首
- 殷英童，出继殷不占。任北周御史大夫，封建安县开国男

## 延伸阅读
[在维基数据编辑]
 《陳書·卷32》，出自姚思廉《陳書》